# Alutaceodontia
Alutaceodontia is een monotypisch geslacht van schimmels dat tot de familie Schizoporaceae behoort. Het bevat alleen Alutaceodontia alutacea.